# İkizdere-Talsperre
Die İkizdere-Talsperre (türkisch İkizdere Barajı) befindet sich 10 km nordwestlich der Provinzhauptstadt Aydın in der gleichnamigen südwesttürkischen Provinz am Flusslauf des İkizdere Çayı, einem rechten Nebenfluss des Großen Mäander.
Die İkizdere-Talsperre wurde in den Jahren 1999–2010 als Steinschüttdamm mit Lehmkern erbaut.
Sie wird von der staatlichen Wasserbehörde DSİ betrieben und dient der Trinkwasserversorgung und der Bewässerung.
Der Staudamm hat eine Höhe von 101 m und besitzt ein Volumen von 5,71 Mio. m³ (nach anderen Angaben 7 Mio. m³). 
Der zugehörige Stausee bedeckt eine Fläche von 5,6 km² und besitzt ein Speichervolumen von 196 Mio. m³. 
Die Talsperre ist für die Bewässerung von 6884 ha ausgelegt.